# Филипково (Лежневский район)
 Филипково — деревня в Лежневского районе Ивановской области. Входит в состав Шилыковского сельского поселения.

## География
Деревня находится в юго-западной части Ивановской области, в зоне хвойно-широколиственных лесов, на расстоянии примерно 8 км (по прямой) на север-северо-запад от посёлка городского типа Лежнево, административного центра района.

### Климат
Климат характеризуется как умеренно континентальный, с умеренно холодной снежной зимой и тёплым летом. Средняя температура воздуха самого холодного месяца (января) — −12 °C (абсолютный минимум — −47 °C); самого тёплого месяца (июля) — 18 °C (абсолютный максимум — 37 °C). Продолжительность вегетационного периода в среднем составляет 160 дней.

## История
В 1859 году деревня Ковровского уезда Владимирской губернии).

## Население
| 1859 | 1905 | 2010 |
| ---- | ---- | ---- |
| 58   | ↘35  | ↘0   |

### Историческая численность населения
Постоянное население составляло 58 человек (1859 год), 1 в 2002 году (русские 100 %), 0 в 2010.

## Инфраструктура
Личное подсобное хозяйство с зоной сельскохозяйственного использования, индивидуальная застройка усадебного типа. В 1859 году учтено 10 дворов.

## Транспорт
Просёлочная дорога.